# 464

## Esdeveniments
- Gàl·lia: Amb la mort d'Egidi, Teodoric II (rei dels visigots ocupa les terres fins al riu Loira i el Roine.
- Sicília: Els romans de Marcel·lí d'Il·líria expulsen els vàndals de l'illa.

## Necrològiques
- Gàl·lia: Egidi, general romà, governador de la província, independent de fet.